# Bacax
Bacax o  Bacax Augusto fue una deidad venerada en la gruta de Djebel-Taya, cercana a la antigua ciudad romana de Thibilis (Guelma, Argelia). 
Se conocen numerosas inscripciones con dedicatorias a Bacax Augustus grabadas en las paredes de la extensa gruta, todas fechadas en el siglo III d.c. 
Las dedicatorias presentan una estructura similar, iniciándose con una advocación a la deidad, a continuación el nombre del dedicante y su cargo, normalmente el de magistrados, y la fecha en la que se realizó la inscripción.
Gracias a la información que aparece en ellas, sabemos que los magistrados de las ciudades de Thibilis y Dothenses acudían a la gruta a realizar ofrendas a la deidad todos los años entre los meses de primavera. Este dato nos sugiere que el culto a la divinidad podría estar relacionado con la actividad agrícola y/o los ritos de nacimiento (fertilidad) y muerte (mundo subterráneo). 
La datación tan avanzada de las dedicatorias parece indicar que el culto a Bacax resurgió por el acceso de los indígenas al poder, o bien,  por iniciativa imperial, acrecentando la importancia del dios local al que añadirían el adjetivo Augustus.